# Myrmica tibetana
Myrmica tibetana is een mierensoort uit de onderfamilie van de Myrmicinae. De wetenschappelijke naam van de soort is voor het eerst geldig gepubliceerd in 1889 door Mayr.